# NPa Piratini (P-10)

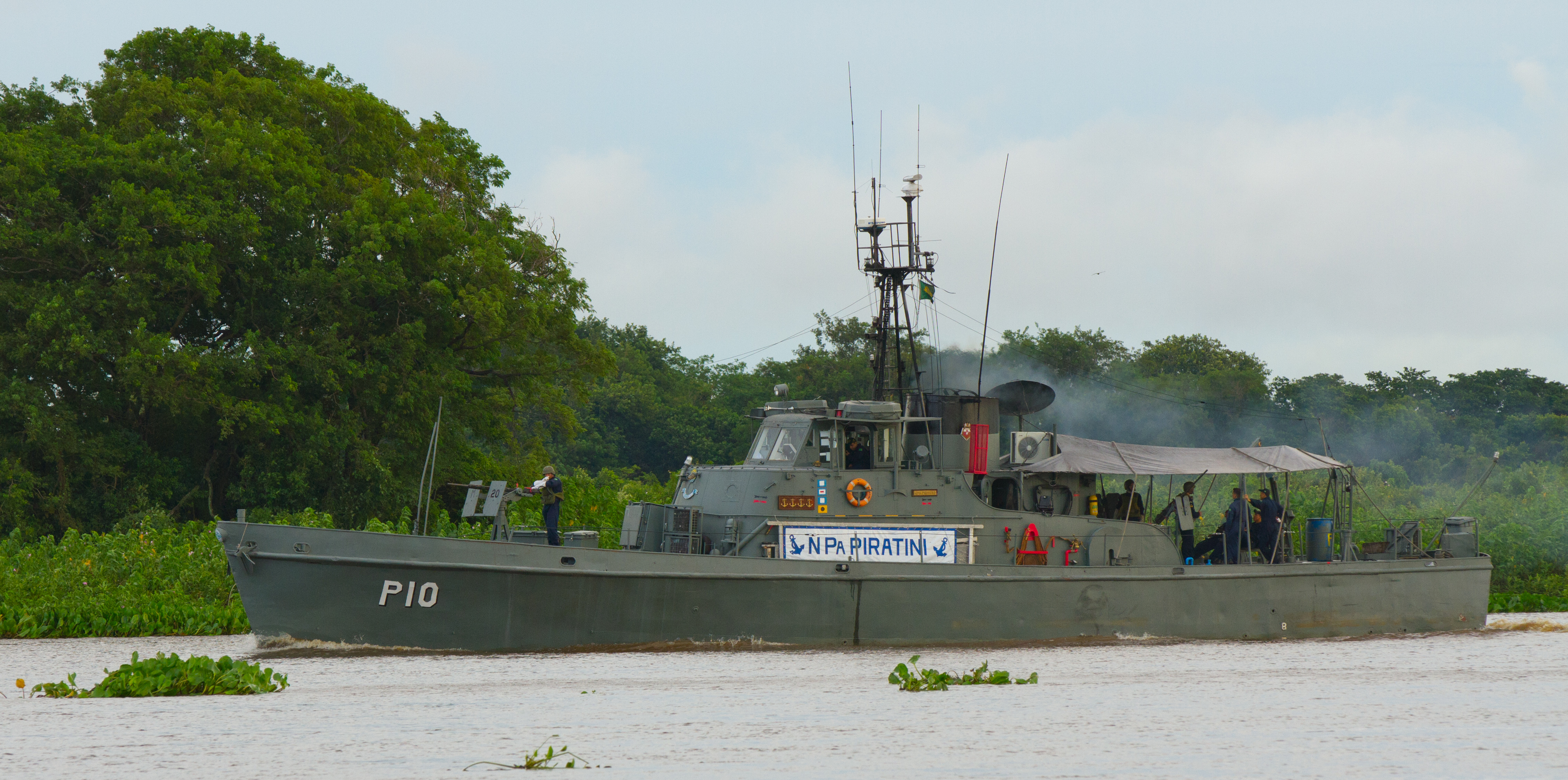
NPa Piratini (P-10).

O NPa Piratini (P-10) é um navio da Marinha do Brasil, da Classe Piratini, que exerce a função de navio-patrulha.

## Missão
Construído no Arsenal de Marinha do Rio de Janeiro, na Ilha das Cobras, com projeto baseado na Classe Cape, da Guarda Costeira dos Estados Unidos.
Esta Subordinado ao 6º Distrito Naval, operando na Flotilha do Mato Grosso, a partir de Ladário no Mato Grosso do Sul, realizando operações de patrulha fluvial, socorro e salvamento e ACISO - Ação Cívico-Social.
- Batimento de Quilha: 27 de maio de 1968.
- Lançamento: 26 de fevereiro de 1970.
- Incorporação: 30 de novembro de 1970.

## Origem do nome
É o segundo navio da Armada do Brasil, a escrever em seu costado o nome "Piratini", em homenagem a cidade e rio homônimos localizados no estado brasileiro do Rio Grande do Sul.
A primeira embarcação foi a Torpedeira Piratini (1893).

## Características
- Deslocamento :105 ton (carregado)
- Dimensões (metros): comprimento 28,95 m; boca 6,10 m; calado 1,90 m
- Velocidade (nós): 19 (máxima), 15 (cruzeiro) e 12 (econômica)
- Propulsão: 4 motores diesel Cummins VT-12M de 1.100 bhp de potência combinada
- Autonomia : 1.000 Km a 15 nós; 1.700 Km a 12 nós; 18 dias em operação contínua
- Sistema Elétrico: 1 gerador de 40 Kw.
- Armamento:
  - 3 metralhadoras .50 pol, em um reparo simples e em outro reparo, duplo
  - 1 morteiro de 81 mm, na proa. O morteiro e a metralhadora de proa foram substituídos por um reparo singelo de metralhadora Oerlikon MK 10 de 20 mm (1985).
- Tripulação: 16 homens (2 oficiais)